# Castell de Clavering
Les restes del castell de Clavering se situen al petit poble parroquial de Clavering al comtat d'Essex, a 50 m al nord de l'església de St Mary i St Clement a la riba del del riu Stort, uns 10 km al sud-oest de Bishop's Stortford.

## Història

### Preconquesta
La situació d'aquest castell és inusual pel fet que els anells i els moviments de terra que romanen han estat identificats com abans de la conquesta normanda.
Els ringworks són fortificacions medievals construïdes i ocupades des dels darrers temps anglosaxons fins al segle xii. Un anell era una petita àrea defensada que contenia edificis envoltats o parcialment envoltats d'una gran fossa i un banc amb una palissada de fusta o, de forma inusual, un mur de pedra. Ocasionalment, un recinte inclinat més lleugerament defensat, el bailey, s'unia al cercle. Els ringworks van actuar com a bastió per a operacions militars i van defensar assentaments aristocràtics o importants. Són rars, i n'hi ha només 200 exemples registrats, menys de 60 tenen baileys. El Castell de Clavering és un d'aquests pocs exemples de fortificacions anglosaxones i normandes; i els anells són de particular importància per investigar el període.
Una sèrie de bancs de terra, canals i badies d'estanys no han estat datats, però es creu que estan associats amb un antic molí. Aquests moviments de terra s'estenen a 200 m a l'oest del castell a la vora del riu Stort. 
El riu Stort flueix pel costat nord del lloc i s'ha desviat per alimentar el fossat. Les excavacions arqueològiques han establert que hi havia un poblat previ a la conquesta i un castell normand posterior.

### Senyors de Clavering
El primer senyor de Clavering esmentat al "Domesday Book" va ser Robert Fitz Wymarc (una imatge dels quals apareix al Tapís de Bayeux). Es creu que "Robert's Castle" del Domesday Book correspon al castell de Clavering.Wymarc era francès i va ser un dels ajudants més propers a Edward the Confessor. El lloc és identificat com un dels castells als quals la fracció francesa va fugir a la cort d'Eduard l'any 1052.

## Arqueologia
Els arqueòlegs han inspeccionat el lloc i juntament amb fotografies aèries han datat del lloc com possiblement de principis del període medieval amb evidència d'un fort britànic en un lloc defensiu posteriorment construït pels saxons i després els normands.
El castell, el fossat, el pont, l'edifici, el treball de terra, l'embassament, l'estany i el molí d'aigua són de 1066 a 1539.